# Patty Spivot
Patricia «Patty» Spivot es un personaje ficticio que aparece en varias publicaciones de DC Comics, creado por el dibujante Irv Novick y el escritor Cary Bates. Es amiga y compañera del segundo Flash, Barry Allen. Su primera aparición fue en «Five-Star Super-Hero Spectacular» (DC Special Series #1) (septiembre de 1977).
Spivot apareció como un miembro recurrente del reparto en la segunda temporada de la serie de televisión The Flash producida por The CW, interpretada por Shantel VanSanten. Esta versión es una detective del Departamento de Policía de Ciudad Central. El personaje hizo su debut cinematográfico en la película del Universo extendido de DC The Flash (2023), interpretada por Saoirse-Monica Jackson.

## Biografía ficticia del personaje
Patricia «Patty» Spivot era la ayudante de laboratorio a tiempo parcial del científico policial Barry Allen en el Departamento de Policía de Ciudad Central. Más tarde se convirtió en analista forense de muestras de sangre a tiempo completo del departamento de policía.
Después de que David Singh se convierte en director del laboratorio criminalístico y empezase a primar la cantidad de los casos resueltos sobre la calidad, Patty decidió dejar Ciudad Central para Valle Azul, Nebraska.
Barry intentó contactar con Patty para conseguir ayuda en el caso de la muerte de Elongated Kid. Ella estaba visitando a su madre en la ciudad de Keystone en aquel momento, así que fue al laboratorio policial para conocer a Barry. Le dijo que estaba feliz con su vida nueva en Valle Azul. Queriendo dejar atrás el pasado, pidió no implicarse en el asunto. Aun así, Barry recibió una llamada a otra escena de un crimen, y la convenció para que le acompañara. Allí encontraron a un chico joven escondido en un contenedor de barco. Ellos llevaron al chico a la comisaría para entrevistarle como testigo, pero rechazó hablar con todo el mundo salvo con Patty. Al poco tiempo, el chico desveló su identidad como el Profesor Zoom, el Flash Reverso. Fue él quien había sido responsable de la muerte de Elongated Kid y otros, y amenazó con matar a Patty de la misma manera, acelerando su proceso de envejecimiento hasta que muriera de vejez en segundos. Sin embargo, Flash, Kid Flash y Hot Pursuit llegaron a la escena justo a tiempo, salvando a Patty. 
Más tarde, Barry fue a la estación de policía para ver si Patty estaba bien. Patty le reveló a Barry que planeaba regresar a Blue Valley, pero Barry trató de convencerla de que se quedara. Luego, Patty le reveló a Barry su enamoramiento no correspondido por él. Sorprendido por esto, Barry le dice que siempre será su amigo y le pide que piense en quedarse en Central City, y Patty le promete que lo hará. Pero en ese momento entra Iris y Patty, tratando de evitar un momento incómodo, se va.

### Flashpoint
Patty, queriendo hacer algo más grande con su vida, robó el equipo de Hot Pursuit del casillero de evidencia del Departamento de Policía de Ciudad Central, que estaba programado para ser transportado a la Liga de la Justicia, convirtiéndose en el nuevo Hot Pursuit. Escapando de un grupo de policías en su motocicleta cósmica, Patty se fue a una azotea. De repente, su bicicleta detectó una tormenta temporal e inició una evacuación cronal de emergencia, transportándola al año 3011.
Allí, fue capturada por las fuerzas de Brainiac y colocada en una cámara de hibernación, donde se vio obligada a revivir su peor recuerdo: morir ahogada durante unos minutos en una piscina cuando era niña. Sin embargo, ella logró escapar.
Más tarde, ayuda a Kid Flash (Bart Allen) a escapar de Brainiac, el gobernante de la Tierra en 3011. Después de ponerse a salvo, Patty le revela su identidad y le explica que están en el siglo 31. Kid Flash le dice que nació en el siglo 31 y que no se parece en nada al siglo 31 en el que nació, por lo que algo debe haber cambiado en la línea de tiempo. Patty le dice que su bicicleta puede viajar en el tiempo, pero solo si tiene el tanque de Fuerza de la Velocidad, por lo que Kid Flash acepta encontrarlo. Kid Flash le dice que deben volver al pasado y arreglar la línea de tiempo. Luego, Kid Flash se quita el guante y muestra que su mano derecha ha perdido la piel y solo tiene músculos y huesos.
Patty le revela a Kid Flash cómo se convirtió en Hot Pursuit. Bart toma el casco de Patty y lo usa para ver cuánto cambió la línea de tiempo. De repente, los dos son atacados por las sondas de Brainiac, pero escapan usando la Motocicleta Cósmica. Escondidos en un edificio abandonado, deciden ingresar a la fortaleza de Brainiac para obtener el tanque de Fuerza de la Velocidad.
Bart se deja capturar por Brainiac, quien lo coloca en una cámara de realidad virtual. Dentro de la cámara, Bart logra reescribir varios de los programas de Brainiac, incluidos sus sistemas de seguridad. Esto le permite a Patty ingresar a la ciudadela y rescatar a Kid Flash. Se las arreglan para encontrar el tanque Fuerza de la Velocidad, pero Brainiac empala a Patty en el pecho con sus garras. Enfurecido, Bart lo ataca mientras Patty obtiene el tanque. Usando sus últimos momentos, Patty rompe el tanque frente a Bart, lo que le permite recuperar su velocidad. Patty muere y su cuerpo es tomado por Brainiac. Bart escapa al pasado, prometiendo salvarla.

### El Nuevo 52
En 2011, The New 52 reinició el universo DC. En esta nueva realidad, Barry nunca se casa con Iris West y entabla una relación con Patty. Después del incidente de Future Flash, ella rompe con Barry y nunca se la ve en los cómics desde entonces.

## En otros medios
- Patty Spivot aparece en la segunda temporada de la serie The Flash (2014), interpretada por Shantel VanSanten.[10][11] En su episodio de debut, «Flash de dos mundos,» quiere unirse a Joe West en su unidad de captura de meta-humanos, y también es admiradora de los logros científicos de Barry, los cuales ha estudiado. Es secuestrada por el Demonio de Arena y rescatada por dos Flashes (Barry Allen y Jay Garrick). A pesar de todo, aún se encuentra resuelta a unirse a la unidad de Joe, y revela que su determinación se debe al archienemigo de Joe, Mark Mardon, quien había asesinado a su padre unos meses antes de la explosión del acelerador de partículas. Después de que los hermanos Mardon obtuvieran sus poderes, decide detener meta-humanos delincuentes con Joe, arreglándoselas para que la acepte cuando su protegida.[12] Más tarde, Barry y Patty se encuentran accidentalmente en CC Jitters, y ella le da encantada su número de teléfono. En el episodio «Oscuridad y la Luz», Barry decide invitar a salir a Patty pero se encuentra cegado por los poderes la Dr. Light, es por ello que Barry tiene una «cita a ciegas.» con Patty. Los dos muestran un interés mutuo. Barry y Patty pronto se besan, e inmediatamente Barry recupera la vista. Cuándo están a punto de besarse de nuevo, son interrumpidos para atender un caso acerca del asesinato del editor jefe del Picture News y jefe de Iris West y Linda Park (personaje espejo de la Dr. Light en Tierra-1). Más adelante, Barry encuentra a Patty en las oficinas del departamento sin avisarle, y rápidamente le besa, añadiendo que ela es una de las mejores cosas de su vida y que quiere centrarse en ello. En el episodio «Leyendas de Hoy», Patty observa al doctor Wells proveniente de la Tierra-2 (sospechando aún que él es quien mató a la madre de Barry, dado que Joe aún no la ha puesto al día sobre los hechos), y le sigue hasta S.T.A.R. Labs. Allí dispara al Dr. Wells sin dejarle explicarse. Joe llega y le ordena salir de S.T.A.R. Labs y volver a su puesto. En el episodio «Correr para quedarse quieto», cuando Mardon fuga de prisión al Capitán Frío y al Embustero, Joe y Barry se preocupan de que se vuelva imprudente en su venganza. Ella intenta ir tras Mardon por su cuenta, y acaba en un almacén abandonado donde es rescatada por Flash de las explosiones del Embustero, y le revela que su padre murió porque ella eligió no ir a trabajar aquel día, y está resuelta a matar a Mardon por venganza. Cuando Flash derrota al Embustero y a Mardon, Patty atrapa a Flash bloqueándole la pierna, para evitar que este impida que mate a Mardon. Flash, sin embargo, es capaz de convencer a Patty que matándole lo único que conseguiría es empeorar su vida, por lo que ella elige perdonar la vida de Mardon, y simplemente detenerle.
- Patty Spivot aparece en The Flash (2023), interpretada por Saoirse-Monica Jackson.[13] Esta versión es una colaboradora de Barry Allen y Albert Desmond. Además, una versión de realidad alternativa de Spivot, que se convirtió en la compañera de cuarto de Allen y Desmond, hace una aparición menor.